# 1940年代中国
| 中国历史 / 中国历史年表                                                                                                   |
| 世紀： 19世纪中国 / 20世纪中国 / 21世纪中国                                                                               |
| 年代： 1910年代中国 / 1920年代中国 / 1930年代中国 / 1940年代中国 / 1950年代中国大陆 / 1960年代中国大陆 / 1970年代中国大陆 |
| 年份： 1941年中国 / 1942年中国 / 1943年中国 / 1944年中国 / 1945年中国 / 1946年中国 / 1947年中国 / 1948年中国 / 1949年中国 |
| 纪年： 乙酉年（鸡年）、中华民国34年                                                                                       |

中國1940年代可說是歷史轉折的年代。在這段時間，中國長期處於戰爭情勢之中。1940年代起始，中国抗日战争仍艱苦進行。到了1940年代中期，中國除了獲得戰爭最後勝利喜悅外，也充滿大國崛起憧憬。1943年廢除不平等條約，而自太平洋戰爭爆發後，中國與同盟國家並肩作戰，因而獲得更多外援和國際支持，亦為國家發展開創新機:6。20世紀初起始的中國革命，經歷執政方中國國民黨與中國共產黨的兩次內戰後，在1949年由中國共產黨取得勝利而告一段落，中國國民黨領導下的中華民國政權則退守臺灣。

## 中國抗日戰爭
經過1931年的九一八事變、1937年的盧溝橋事變以來的多年中国抗日战争戰事後，中國在1941年12月9日正式向日本宣戰。1945年2月，美、英、蘇三國領袖在雅爾塔舉行會議；8月，日本天皇宣告接受無條件投降:46。8月15日，日本正式向包括中國在內的同盟國陣營投降，中國取得最終的勝利。蔣介石於抗戰勝利日，發表告全國國民廣播詞；10月，國、共「會談紀要」發表；12月，蔣與夫人至北平、南京巡視:46-47。

## 政治
國民政府不僅與世界各國維持外交、商務、文化等關係，且曾與同盟國家並肩作戰，反抗日本侵略，並參與聯合國之創建，使中國成為世界四強之一:3。中國抗日戰爭期間所成之國民參政會，即為包括各黨各派代表之諮議機構:6。戰後行憲，正式選舉國民大會、立法院、監察院，並由國民大會選舉總統、副總統:6。內憂外患頻仍，抗日、剿共戰爭不斷，使政府有危機感，大部時間，都有反對派言論存在，都有社團和社會運動自發存在，到1948年至1949年間，更呈現失控和無秩序之現象:7-8。

## 經濟及工商業
中國抗日戰爭妨礙中國工業正常發展，但戰後中國接收許多日本在華企業，為戰後工業重建，奠定基礎:7。戰後工廠復員，工業再度集於沿海各省:7。

## 教育
研究機構設立，有中央研究院和北平研究院；高等教育質量並重:7。

## 第二次國共內戰
1946年，中國共產黨与中國國民黨領導的中華民國政府發生全面內戰；此后中共打败国民政府，並在1949年成功建立新政權。從1949年起，中華民國政府失去中國大陸之統治權:3。中華民國政府退守台灣，形成台灣海峽兩岸分治的格局。

## 評價
總結中國1940年代，不管是政經社會、軍事外交還是人文思想等領域，都深刻影響中國現代史的演進面向。中國國民黨訓政多年，限制其他政黨自由活動，而領導抗戰又提昇政府威信，加上選舉期間種種運作，因而在中央和地方各項選舉中獲勝:6。至今，仍可感受到其影響力。此期間人權保障，包括言論、結社等自由，受訓政、抗戰等影響，情況不佳；行憲以後，憲法列有人權條款，但因增訂「動員戡亂時期臨時條款」，使政府得以各種法律、命令，限制人民自由:6。

## 大事紀

### 1941年
- 1月1日——中國共布「敵國人民處理條例」及「敵產處理條例」[4]:384。
- 1月3日——皖南「新四軍事件」爆發，蔣中正電葉挺，指定新四軍北移路線[4]:384。新編第四軍中共部隊在皖南公開反變，統帥部下令將該軍解散[3]:42。
- 1月17日——国民政府取消新編第四軍番号[4]:384。
- 1月20日——中共派陳毅代新四军軍長，對抗國民政府[4]:384。
- 1月24日——「豫南會戰」爆发[4]:385。
- 2月2日——國軍克豫南項城[4]:385。
- 5月7日——「中条山战役」爆发，日军大舉進攻山西省中條山[4]:388。
- 5月8日——日軍陷晉南垣曲，新編第十七師師長王竣戰歿[4]:388。
- 5月27日——「中條山戰役」結束，國軍撤往黃河以南[4]:388。
- 6月5日——日機轟炸重慶，防空隧道发生重大窒息意外，計死亡461人、重傷291人[4]:389。
- 7月1日——德國、義大利等承認「國民政府」（南京）（7月2日，中華民國外交部宣布對德、義絕交。）[4]:389。
- 8月1日——蔣中正令將陳納德指揮之美國志願空軍，正式在昆明組織成中國空军的“飛虎隊”[4]:390。
- 12月7日——日軍偷襲珍珠港，美國對日宣戰[3]:42。中國对日、德、意正式宣战[3]:42。
- 12月8日——日本军队进驻上海公共租界。
- 12月8日——香港保衛戰：日本陸軍開始從深圳進攻香港。
- 12月9日——國民政府（重慶）對日、德、義宣戰[4]:393。
- 12月19日——國軍攻入廣東省深圳[4]:393。
- 12月24日——第三次長沙會戰爆發[4]:393。
- 12月25日——香港保衛戰：日本帝國陸軍佔領香港，香港淪陷，開始「三年零八個月」的香港日治時期。

### 1942年
- 1月1日——反侵略國共同宣言，中國與美、英、蘇等26國，簽字於華盛頓[3]:43。
- 1月4日——國軍第三次長沙會戰獲捷，斃傷來犯之日軍5萬7000人[3]:43。
- 1月29日——美軍部發表約瑟夫·史迪威來華，擔任中國戰區統帥部聯軍參謀長、印緬戰區副統帥（英國駐印度最高統率魏菲爾為統帥）、美國在印緬陸空軍司令官、中印間運輸司令官、監督並管理對華租借物資之處理、美國駐華軍事代表[5]:130。
- 3月——中国方面以杜聿明为代理司令长官，由中缅印战区参谋长史迪威指挥，集合中国精锐力量的中国远征军约10万人向缅甸进发。
- 5月1日——日军对中共抗日根据地开始“五一”大扫荡，实行“三光政策”。
- 5月2日及5月23日——毛泽东发表延安文艺座谈会上的讲话。
- 5月15日——浙赣会战爆发。
- 9月17日——盛世才逮捕毛泽民和陈潭秋等共产党员。
- 12月20日——汪精卫访问日本。
- 本年——中国河南省出现旱灾长达一年以上，加上日本入侵战争等多种原因，导致饥荒最终导致300万以上平民死亡，史称河南大饥荒，饥荒最严重的是延津县。

### 1943年
- 1月9日——汪精卫政府向英国和美國宣战。
- 1月9日——汪精卫政府与日本签定《日汪关于交还租界及撤废治外法权之协定》。
- 1月11日——中美、中英訂立平等新約[3]:44。
- 2月18日——宋美齡在美国国会演讲。
- 3月10日——蒋中正发表《中国之命运》。
- 3月16日-20日，中共中央政治局扩大会议上，毛泽东正式成为中共中央书记处主席，彻底粉碎了党内国际派。
- 3月30日——汪精卫政权收回天津日租界、汉口日租界
- 5月15日——共产国际宣布解散。
- 5月28日——汪精卫政权收回鼓浪屿公共租界
- 6月5日——汪精卫政权收回天津法租界、汉口法租界和广州法租界
- 6月10日——共产国际正式宣告解散。
- 7月30日——汪精卫政权收回上海法租界。
- 8月1日——汪精卫政权收回上海公共租界。
- 9月10日——日军和汪精卫政权警察接管天津意租界。
- 10月——中、美、英、蘇四強，在蘇京簽訂聯合宣言，約定分別同日發表，反侵略陣營益見鞏固[3]:44。
- 11月1日——日軍大將橫山勇下令日軍進攻湖南常德，常德會戰爆發。
- 11月5日——日本與滿洲國、汪精卫南京國民政府等八國召開大東亞會議。
- 11月22日——第二次世界大战：中、美、英开罗会议。
- 12月——中國宣布中、美、英開羅會議聯合公報[3]:45。

### 1944年
- 4月17日——日军发起豫中会战。
- 5月25日——日军攻占洛阳。
- 6月18日——日军占领长沙。
- 6月23日——衡阳保卫战开始。
- 8月8日——日军占领衡阳。
- 8月21日——中苏美英四国根据《中、苏、美、英四国关于普遍安全的宣言》，为筹建世界性国际组织，于美国华盛顿附近敦巴頓橡樹園举行会议——敦巴頓橡樹園會議。会议拟定了“关于建立普遍性国际组织的建议案”，并建议这个国际组织取名为“联合国”。
- 9月19日——中国民主同盟成立。
- 11月13日——日本最高战争指导会议通过”关于对重庆开展政治工作”的方案。

### 1945年
- 1月27日——中国远征军与中国驻印度军队在芒友会师。
- 2月4日－2月11日——美、英、蘇三国领袖在雅尔塔舉行會議[3]:46。涉及中国部分：苏联应恢复在日俄战争中失去的一切权利，蒙古人民共和国的现状应予维持。
- 4月23日——中国共产党第七次全国代表大会在延安召开。
- 5月5日——中国国民党第六次全国代表大会在重庆召开。
- 5月8日——第二次世界大战：德国无条件投降。
- 5月31日——台北大空襲
- 6月7日——湘西会战结束，日军惨败。
- 6月26日——50国代表在旧金山签署联合国宪章。中华民国为签署《联合国宪章》的第一签字国，是五个联合国宪章规定的常任理事国之一。
- 7月26日——中國與美、英三國對日本提出勸降牒文[3]:46。
- 8月6日——廣島市原子彈爆炸。
- 8月8日——蘇聯加入波茨坦宣言，並對日本宣战。
- 8月9日——長崎市原子彈爆炸。毛泽东发表《对日寇的最后一战》宣言。
- 8月14日——日本政府照会美、英、中、苏四國，宣布接受波茨坦公告。
- 8月14日——《中苏友好同盟条约》签订。
- 8月15日——第二次世界大战：日本无条件投降。
- 8月16日——满洲國皇帝溥仪拟逃往日本，在沈阳东塔机场候机时，被空降的苏联红军扣押。蔣介石致電日本中國派遣軍總司令官岡村寧次[6]:234：「急：南京日軍駐華最高指揮官岡村寧次將軍電：

一、日軍政府已正式宣佈無條件投降。
二、該指揮官即通令所屬日軍停止一切軍事行動，並派代表至玉山（浙江玉山機場）接受中國陸軍總司令何應欽將軍之命令。
三、軍事行動停止後，日軍可暫保有其武裝及裝備，保持現有態勢，並維持其所在地之秩序及交通，聽候中國陸軍總司令何應欽將軍之命令。
四、所有飛機及船艦應停留在現地點，但長江內之船艦應集中在宜昌、沙市。
五、不得破壞任何設備及物資。
六、以上各項命令之執行，該指揮官及所屬官員，均應負個人之責任，並迅速答覆為要。」:235
- 8月17日——下午5時32分，蔣介石接獲岡村寧次之覆電如下[6]:235：「中國戰區最高統帥蔣中正閣下：

中華民國三十四年八月十五日賜電敬悉，今派今井副總參謀長，橋島參謀二人，率同隨員三人，準於本月十八日乘機飛至杭州等候尊命，再起飛玉山，敝處使用雙引擎發動機一架，並無特殊標識，並請咨照玉山飛機場派員接見，仰賴照料為感。
駐華日軍最高指揮官岡村寧次印」:235-236
- 8月21日——一架日軍百式運輸機載著日軍代表，由中國空軍的P-51戰鬥機押送至芷江投降。
- 8月28日——毛泽东抵达重庆市开始与蒋介石会晤。
- 9月2日——第二次世界大战：日本签署降伏文書。
- 9月9日——南京市举行第二次世界大战中国战区受降仪式，日本派遣令冈村宁次签署投降书。
- 10月10日——10月，中國國民黨和中国共产党「會談紀要」發表[3]:47。
- 10月20日——外蒙古強迫人民舉行公民投票，結果是外蒙古人民「贊成」獨立；1946年1月5日，茲照國防會最高委員會之審議，國府法定承認外蒙古之獨立[7]。
- 10月24日——联合国正式成立。根据联合国制宪会议决定：《联合国宪章》生效。
- 10月25日——中華民國國民政府代表同盟國軍事接管台灣與澎湖，台灣省行政長官公署取代台灣總督府成為台灣臨時最高行政機關。在台灣之日軍投降，台灣重歸中華民國[3]:47。
- 12月1日——一二·一惨案。
- 12月30日——中国民主促进会成立。

### 1946年
- 1月5日——国民政府承认蒙古人民共和國独立。
- 1月10日——政治协商会议召开。中国共产党代表与国民政府代表正式达成1月停战令。
- 2月15日——中国成立国防部军事法庭，审判日本战犯。
- 3月25日——中共中央下令在苏军撤出后迅速占领东北城市。
- 4月14日——东北民主联军占领长春。
- 5月3日——國軍克復本溪，激戰於四平街一帶[5]:154。
- 5月5日——中华民国国民政府还都南京。
- 5月19日——國軍克復四平街[5]:154。
- 5月23日——國軍克復長春[5]:154。
- 5月28日——國軍克復吉林[5]:154。
- 6月——蔣介石先後赴瀋陽、長春、北平巡視[3]:48。
- 6月5日——國軍直逼哈爾濱[5]:154。
- 6月6日——蔣介石頒發第二次停戰令[3]:48。
- 6月26日——国军进攻中原解放军李先念部，第二次国共内战爆发。
- 7月1日——新疆省联合政府成立。
- 7月3日－7月11日——中国共产党召开东北局扩大会议。
- 9月14日——傅作義國軍第三十五軍克復集寧，解大同之圍[5]:154。
- 9月16日——上海证券交易所正式开业。
- 10月11日——國軍第三十六集團軍奇襲奪取中國共產黨華北區中心城市張家口[5]:154。
- 11月1日——國軍登陸煙台，魯南各地相繼收復[5]:154。
- 11月4日——《中美友好通商航海条约》签署。
- 11月15日——中华民国制宪国民大会在南京召开。
- 11月30日——上海攤販事件。
- 12月24日——北京大学沈崇案。
- 12月25日——中華民國憲法於國民大會通過。

### 1947年
- 1月——《解放日報》訊：四川、西康、雲南、貴州四省民變武裝發展迅速：西康民變部隊組成人民自衛軍，部隊分七路，提出組織人民政府口號；四川民變武裝已達12萬人以上，川西邛崍、岷山中一部達數萬人，稱「民主人民軍」；川滇邊境17個民變領袖合組「川滇總司令部」，所屬各部分駐成犄角之勢；雲南全省民變武裝2萬餘人；貴州織金、黔西、金沙、大定、桐梓、仁懷等縣均有民變活動；重慶行轅及西昌警司令部遺駐川康邊3個旅、駐雲南之航空委員會特七旅與整編第七十九師等部，會同各省保安團隊向四省邊境變民「進剿」[8]:8276。3月1日，劉文輝召開西康行政檢討會議，討論西康民變事件；會後派人到滎經、天全、蘆山、保興等縣說服招撫，西康民變事件結束[8]:8300。4月11日，西康民變領袖朱世飛等向政府投誠[8]:8332。
- 1月1日——國民政府公布《中華民國憲法》，定於本年12月25日施行；憲法凡14章175條[8]:8251。
- 1月4日——菲律賓排華加劇，宣布暫不准華僑入境；中國為保僑，經外交部多次交涉，獲法國及越盟雙方同意，在越南法越衝突地區設立中立區[8]:8256。
- 1月18日——中國外交部宣布，對因荷印蘇門答臘島東部巨港與印尼軍最近發生戰事致使該地華僑所受嚴重損害事，政府已在南京與巴達維亞兩地分別向荷方及印尼當局提出強硬抗議；中國駐巴達維亞領事宣布，巨港荷軍與印尼獨立軍最近衝突結果，華僑150人罹難，另500人受傷，無家可歸者800人[8]:8269。
- 1月22日——蔣介石核准經濟建設五年計劃，並交行政院付諸實施。[8]:8271。印尼、越南華僑受害慘烈，中國外交部與僑務委員會分途救僑護僑，並向荷蘭、印尼、法國提出嚴重抗議[8]:8271。
- 1月24日——中國航空公司開辟中美航線，首次試航班機是巨型「南京號」，今後中航班機將定期由上海往返舊金山[8]:8272。
- 2月3日——河內中華會館及華僑互助會電南京華僑代表，籲請政府速予救濟；政府官員宣稱，法國政府已在原則上同意賠償華僑損失，中國政府已採取措施援助華僑，並決定撤退戰區內之華僑[8]:8279。
- 2月4日——中國外交部人士稱：中國政府已就印尼巨港華僑所受之損失；向荷蘭政府提出抗議，並建議重劃安全區，組織華僑民團，保護安全區內華僑[8]:8280。巴達維亞當局已接受此建議；中國政府亦已向印尼共和國當局提出抗議，要求設法救援華僑[8]:8280。荷蘭女王函謝中國東印度華僑抗戰有功[8]:8280。
- 2月6日——軍調部組織一特別小組，負責辦理交換國共兩方互相扣留之聯絡官及遺回事項；中共方面扣留者周北峰等3人，及國軍第十二戰區扣留者袁劍等5人，均在北平交換遣回[8]:8281。
- 2月8日——中國外交部派代表往印尼巨港，調查荷蘭海軍扣留中國船隻及辦理受難僑胞善後事宜[8]:8282。
- 2月9日——新加坡27個華僑團體決議向聯合國控訴荷蘭人在印尼屠戮和殺傷成百名華僑之暴行。[8]:8283。
- 2月10日——聯合國善後救濟總會駐煙台人員奉命撤回，聯合國善後救濟總署副署長傅克遜克等亦中止赴烟台巡察之行；山東解放區善後救濟委員會發言人發表談話，要求聯合國善後救濟總署迅速派員至解放區繼續救續救災工作[8]:8284。廣東各界組織緊急救濟越僑委員會，決先請省銀行墊滙1000萬元赴越南救濟；同時發動各縣、市，限1個月滙齊[8]:8284。
- 2月12日——張東蓀等教育及文化界人士在上海成立「中國改建學社」[8]:8283。國營招商局中印航線班輪「海天」輪由上海首航[8]:8285。
- 2月13日——國軍調用全部宜昌以下船隻，航運中斷，滯留宜昌乘客3000人，食宿均極困難[8]:8286。
- 2月14日——教育部函各省政府，請於本年上半年內，在各縣恢復縣教育局。[8]:8286。
- 2月17日——蔣介石在國府紀念周發表講話，稱「國家處於非常時期，目前軍事、社會、政治、經濟四者問題十分嚴重」，又稱「確有把握擊敗共產黨」[8]:8289。美國政府由其代表團向聯合提出托昔日在日本統治下，現為美軍佔領之太平洋500個島嶼之要求；中國對此原則支持，但是，其中原本隸屬中國版圖之沖繩、琉球諸島之問題，保留原有要求[8]:8290。越南法軍以大炮、飛機猛攻河內華僑區內之越軍；該處尚餘華僑5000餘人，生命大受威脅[8]:8291。
- 2月18日——越南國民聯合會代表黃榮協在廣東僑務處招待記者，報告法越戰爭發生後華僑之遭遇；並指責中國駐河內總領事袁子健之瀆職行為以致華僑遭受重大損失。[8]:8291
- 2月27日——台灣省專賣局查緝員在台北延平北路查緝私煙，女販林江邁逃避不及，遭查緝員毆打，當即昏倒在地；民眾包圍查緝員，查緝員又開槍打死市民陳文溪。群眾湧向警察局和憲兵團，要求懲兇，交涉無結果，群情激昂，燒毀查緝車，包圍警察局及憲兵團，直至天明，是為「緝私血案」[8]:8296。
- 2月28日——台灣爆發「二二八事件」；因對當局處理昨日「緝私血案」方式不滿，台北市民早起結隊游行，並到市專賣局請願，因無人接見，更引起民眾不滿。下午1時，民眾齊至台灣省行政長官公署請願，要求懲辦兇手，撤銷專賣局，遭軍警開槍射擊，數人死傷。市內停工、停課，民眾自發開會，並佔領廣播電台，向全台廣播，呼籲全台民眾支援台北民眾反貪官污吏之鬥爭。請願演變為起義；下午3時，陳儀宣布戒嚴，出動軍警鎮壓。消息傳出後，台灣各地均發生民眾反抗，響應台北之行動[8]:8297。
- 3月1日——蔣介石在中國國民黨中央訓練團黨政班留京同學聯誼上發表演說，聲稱：「不出一年半載，『國家建設障礙』必可排除。」[8]:8298下午5時，陳儀向全台廣播，宣布處理辦法：一、懲凶；二、撫恤傷亡；三、今晚12時起解除戒嚴，禁止罷工、罷課、罷市、集會游行；陳儀廣播後，又秘密召集手下集議對付辦法，電請中央派兵到台並調台南鳳山部隊北上增援[8]:8300。
- 3月2日——蔣介石電令駐京滬線之第二十一軍開赴台灣「平亂」，軍部及直屬營、連和第一四六師即日在吳淞上船直開基隆，第一四五師在連雲港集結候輪開高雄，限3月8日前到達，該軍到台後歸陳儀指揮[8]。:8301台北市「緝私血案」調查委員會與長官公署討論解決方案，陳儀答應並廣播4項解決辦法：一、對參加者不追究；二、被捕人民免保領回；三、死傷者不分省籍，一律撫恤；四、「處理委員會」增加各界人民代表[8]:8301。
- 3月3日——台北市「二二八事件處理委員會」在中山堂召開首次會議，商定軍隊於下午6時撤回軍營，由憲、警、學生聯合組織治安服務隊維持治安[8]:8302；次日，「二二八事件處理委員會」舉行會議決定：通知17縣、市參議會，緊急組織「處理委員會縣市分會」，並派代表參加全省處理委員會，目的為「要求政治改革」[8]:8303。
- 3月4日——監察院電令閩台監察使楊亮功，即日前往台灣查辦二二八事件有件關問題[8]:8303；台灣各地局勢仍不穩定，台南、嘉義、高雄、屏東、台東等地仍發生武裝衝突[8]:8304。
- 3月5日——四川、西康兩省各縣、市內中共人員限於本日全部集中撤退[8]:8300；成都《新華日報》營業處職員9人，是晨由成都警備司令部派車送往重慶[8]:8304。
- 3月6日——二二八事件處理委員會在台北正式成立，並發表告全國同胞書，稱「目標在肅清貪官污吏，爭取本省同胞參加這次改革本省政治的工作」[8]:8305。
- 3月7日——中共中央軍委副主席周恩來接見合眾社記者，表示：中國問題應由中國人民自行加以解決，此次莫斯科外長會議當仍將遵行以前之原則，即維持和平、停止衝突、設立各黨各派之聯合政府，而不干涉中國內政等項，否則應加以反對[8]:8305。國防最高委員會決定取消台灣行政長官公署，改組省政府[8]:8306。
- 3月8日——台灣全省除高雄、基隆、新竹外，民眾控制大部縣、市，各級處理委員會實際行使行政管理職權，並成立治安自衛隊；國軍第二十一軍抵達台灣，在基隆港登陸[8]:8307。
- 3月9日——閩台監察使楊亮功奉監察院命抵達台灣，上午接見記者發表談話，希望迅速恢復秩序[8]:8308。
- 3月10日——蔣介石在中樞擴大紀念周演講，稱：「務希台省同胞深明大義，嚴守紀律」，「自動取消非法組織，恢復地方秩序。」[8]:8308蘇聯、美國、英國、法國四國外長會議在莫斯科開會；蘇聯外長莫洛托夫提議由美國、英國、蘇聯三國報告1945年3月3日外長會議時關於中國決議之實施情況，並反對美國國務卿馬歇爾邀請中國代表參加之提議[8]:8309。
- 3月13日——國民政府公布修正《國立中央研究院組織法》，規定國立中央研究院直轄於國民政府，為中華民國學術研究最高機關[8]:8311。
- 3月14日——上午閩台監察使楊亮功訪問已復課之台灣大學；台北商店復業，學校陸續復課[8]:8312。
- 3月15日——台灣二二八慘案慰問團在上海舉行記者招待會，李偉光、陳碧笙等報告赴台慰問經過；會後發表旅滬台灣六團體二二八慘案聯合後援聲明書，謂此次事變為「官逼民變」[8]:8312-8213。
- 3月16日——北平國立研究所原子學研究所，聘錢三強夫婦主持；台灣省行政長官公署發表公告，廢止2月15日公布之限制進出口貨物辦法[8]:8313。
- 3月18日——自3月8日國軍抵台以來，對台胞血腥屠殺；據旅滬台灣七團體二二八慘案聯合後援會印發《台灣大屠殺報告書》統計，截至3月18日止，「總計在一萬人以上，連重傷者計之，至少在三萬以上」[8]:8315。
- 3月19日——國軍攻入延安[5]:158。
- 3月20日——聯合國善後救濟總會中國分署宣布逐漸結束直接參加中國善後救濟事業之計劃：最後結束工作，由少數職員擔任，至年底截止；民盟中常委、西北總支部主任委員杜斌丞以「販賣毒品」罪，在西安被陝西省戒嚴總司令部逮捕，杜斌丞在法庭上痛斥特務栽贓陷害[8]:8317。
- 3月21日——中國國民黨六屆三中全會舉行第六次大會，檢討黨務及經濟；下午舉行第七次大會，通過第七次全國代表大會延期一年召開，中常會三分之一委員改選於次日大會中選舉等兩項議案[8]:8317。監察院加派何漢文赴台調查事變情形[8]:8318。
- 3月22日——中國國民黨六屆三中全會舉行第八次大會，檢討經濟、政治，並改選中央常務委員三分之一；會議通過將台灣行政長官陳儀撤職查辦，及取銷東北行轅下屬之政治、經濟兩委員會兩案[8]:8318。
- 3月23日——中國國民黨六屆三中全會通過《徹底改革黨務案》，該案承認「演變至現階段之本黨，無論從黨的本身或從黨與政治及社會之關係上觀察，皆已暴露其嚴重病態」；「若不從速徹底改革，無待外力之壓迫，亦必自趨崩潰」；為此，決議設立黨務改造委員會，徹底改造本黨，徹底實行黨內民主，從基層以至中央各級黨部立即廢除指派圏定等落伍辦法，指出「今日之黨團關係，若即若離，含混不清，黨團在表面上雖未嚴格分離，實際上早已自成體系，省級以下之黨團摩擦日益顯著，如不速謀澄清，長此以往，實為本黨自殺政策」[8]:8319。
- 3月24日——中國國民黨六屆三中全會舉行第十次大會，通過提案三項：一、國民政府增加副主席一人；二、國府五院院長為當然中央常務委員，如已當選為中常委者，其缺額由選舉常委之次多數遞補；三通過《經濟改革方案》、《政治改革方案》、《刷新政治風氣，限制公務員兼職案》[8]:8320。下午，中國國民黨六屆三中全會閉幕，通過發表宣言，宣稱中國國民黨之任務[8]:8320。
- 3月26日——國防最高委員會決議：改漢口、瀋陽、廣州、西安四市為行政院直轄市[8]:8322。
- 3月28日——立法院通過《國民大會代表選舉罷免法》及《總統選舉罷免法》；行政院善後救濟總署、聯合國善後救濟總會社會福利會議圓滿閉幕，宋美齡特赴會致詞[8]:8323。
- 3月30日——立法院通過五院組織法等法律；中國僑胞商船9艘在印尼遭荷蘭海軍扣阻[8]:8324。
- 3月31日——國民政府公布行憲法規十種[8]:8324。
- 4月2日——中國國民黨中常會開會通過三中全會各決議案，主要有：一、台灣行政長官陳儀撤職查辦案，請政府立即執行；二、黃金潮案，請行政院、監察院迅予處理[8]:8326。
- 4月6日——國防最高委員會議決在行政院內設置新聞局；4月17日、18日，國防最高委員會、立法院分別通過《新聞局組織條例》[8]:8329。
- 4月7日——國防最高委員會議決：各地軍事委員會委員長行營改稱國民政府主席行轅，其組織及職權依舊[8]:8329。
- 4月16日——中國國民黨中常會舉行例會通過《國民政府施政方針》（即《公同綱領》），蔣介石代表中國國民黨與青年黨、民社黨及社會賢達代表在官邸簽署；中國國民黨中常會決定，各級政府、民意機關、人民團體及學校，均停止舉行總理紀念週，俟國民政府改組後，另定紀念辦法[8]:8335。
- 4月17日——《國民政府施政方針》公布；中國國民黨中常會通過《國民政府組織法》，推選蔣介石為國民政府主席[8]:8335。中常會並通過蔣提出之國府五院院長名單，孫科為國府副主席，張群、孫科、居正、于右任、戴傳賢分別為行政、立法、司法、監察、考試五院院長[8]:8336。中常會決議撤銷中央調查統計局[8]:8336。
- 4月18日——國民政府明令改組；蔣介在國府禮堂招待新聞界發表談話稱：國府委員會之改組乃我國自訓政進入憲政之重要步驟，此次改組使各政黨及社會賢達得以參加全國最高之決策機構[8]:8336。
- 4月23日——蔣介石主持國防最高委員會最後一次會議，與中國國民黨中常會聯合舉行，決定中國國民黨參加行政院人選；國防最高委員會宣布撤銷，其職權根據中國國民黨第六屆二中全會決議由改組成立之國民政府委員會接替，該會秘書廳發出公告，是日起停收文件，辦理結束[8]:8339。
- 4月24日——國民政府公布修正《國民政府委員會會議規程》，規定國民政府委員會會議稱為國務會議；國民政府通過《國民大會代表立法院立法委員選舉總事務所組織條例》[8]:8341。
- 4月25日——滬、渝海校及駐青島之海訓團，包括學生總隊、接艦訓練班及軍官訓練班，合併組成海軍軍官學校在青島成立[8]:8342。
- 5月2日——國民政府公布《特種營業稅法》，規定：特營業稅由中央統一徵收，課稅範圍包括銀行業、信托業、保險業、交易所及交易所發生之營利事業，進口商營利事業，國際性、省際性交通事業，其他有競爭性之國營事業及中央政府與人民合辦之營利事業[8]:8347。
- 5月6日——中央警官學校舉行開學與畢業典禮，蔣主持並發表訓詞[8]:8349。
- 5月7日——萬隆華僑發起集資百萬盾，計劃開發西沙群島；萬隆市已有5000僑胞表示願往西沙群島開發，現已募款1萬盾[8]:8350。
- 5月8日——加拿大取消限制華人入境法案[8]:8351。
- 5月20日——外交部就5月19日法機兩架，自越南侵入我廣西邊境龍津屬水口關，低飛掃射，擊斃渡夫3名，士兵1名事件，向法國大使館提出嚴重抗議[8]:8357。
- 5月21日——解放軍林彪部渡松花江，攻佔公主屯，永吉、長春、四平街乃陷於孤立。[5]:162
- 6月1日——外交部宣布中國正式承認匈牙利政府[8]:8366。
- 6月5日——國民政府明令公布1945年9月重新劃定之東北新省區區劃，共計有：遼寧省、安東省、遼北省、吉林省、松江省、合江省、黑龍江省、嫩江省、興安省九省，下設15個市、159個縣、21個旗及大連市、哈爾濱市、瀋陽市3個行政院直轄市，此新省區劃自8月1日起實行[8]:8367。
- 6月6日——解放軍攻陷熱河赤峰。[5]:162
- 6月7日——國民政府令：瀋陽市、西安市、漢口市、廣州市改為行政院直轄市，自8月1日起正式實行[8]:8368。
- 6月8日——國防部致函佛教會稱：屆滿20歲至23歲之適齡僧侶，仍須同普通男子一樣照服兵役[8]:8369。
- 6月16日——國軍被迫放棄安東省會。[5]:162
- 6月17日——行政院會議議決：婺源縣劃回安徽，光澤縣劃回福建[8]:8369。
- 6月20日——蔣介石主持國務會議，報告軍事情況，會議決議取消公用事業大部貼補等案[8]:8372-8373；國民政府組織中央軍事慰問團，分蘇魯皖、察綏冀晉、陝北、豫鄂、東北5個區團，今起分批由南京出發[8]:8373。
- 6月25日——最高法院檢察署發布《平字第一九〇六號訓令》，「通緝」中共領導人毛澤東；6月29日，陝北中共觀察家發表聲明指出：任何一個解放區政府和人民有更大理由緝拿蔣介石並審判其罪行[8]:8374。
- 7月4日——國民政府舉行國務會議，通過蔣介石提出之《厲行全國總動員勘平共匪叛亂方案》，提案稱「為拯救匪區人民，保障民族生存，鞏固國家統一，厲行全國總動員，以勘平共匪叛亂，掃除民主障礙，如期實施憲政，貫徹和平建國方針案」，「中國共產黨擁兵割據，擾害地方，武力叛國」，「必須全國軍民集中意志，動員全國力量，一面加緊戡亂，一面積極建設。」；會後，各省、市參議會及中國國民黨控制之組織，紛紛通電擁護「戡亂」令，並召開所謂戡亂救國大會[8]:8379。
- 8月22日——華中解放軍陳賡部自河南西部新安、澠池、陝縣等地分道偷渡黃河，穿越伏牛山[5]:162。

### 1948年
- 2月7日——解放軍林彪部攻佔遼陽[5]:162。
- 2月26日——解放軍林彪部攻佔營口[5]:162。
- 3月12日——解放軍陳賡部攻陷洛陽[5]:163。
- 3月14日——解放軍林彪部攻佔四平街[5]:162。
- 3月19日——解放軍林彪部攻佔永吉[5]:162。
- 6月23日——解放軍粟裕部攻陷開封，國軍整編第六十六師師長李仲辛陣亡[5]:163。
- 6月26日——國軍邱清泉、孫元良兵團收復開封，追剿陳毅部於黃汎區[5]:163。
- 7月17日——解放軍陳賡部攻陷襄陽[5]:163。
- 7月29日——蔣介石在莫干山召開會議研究發行金圓券事，謂王雲五所擬金圓券方案，設計挽救財政，收集金銀、外幣，管制物價，都是必要措施[9]:352。
- 8月19日——蔣介石頒布「財政經濟緊急處分令」，發行金圓券，同時停止發行法幣；並在各地設置經濟管制督導員[3]:56。
- 9月16日——解放軍集中兵力10餘萬圍攻濟南[5]:163。
- 9月25日——解放軍攻陷濟南，第二綏靖區司令官兼山東省政府主席王耀武被俘[3]:56。
- 10月18日——蔣介石飛臨瀋陽，指示東北作戰計劃，仍未能迅速挽回頹勢[5]:162。
- 10月23日——解放軍攻陷長春，東北剿匪副總司令鄭洞國被俘[5]:162。
- 11月2日——解放軍攻陷瀋阳，衛立煌先期飛北平，部分國軍突圍撤至營口，經海運南下，東北盡失，國軍先後犠牲精銳達30萬人[5]:162。
- 11月11日——金圓券之發行已達其所規定20億之極限，於是工商停頓，社會經濟陷於混亂狀態[5]:160。
- 11月14日——黃百韜兵團被解放軍粟裕部包圍於江蘇邳縣碾莊附近[5]:163。至11月22日碾莊失守，黃伯韜自殺殉職[3]:57。
- 11月26日——行政院長翁文灝辭職，蔣介石提名孫科繼任，並徵得立法院之同意[5]:160。
- 11月27日——黃維兵團被解放軍劉伯承部包圍於蒙城、澮河、渦河之間雙堆集[5]:163。
- 12月2日——徐州國軍為避免包圍，自動棄城南撤[5]:163。

### 1949年
- 1月1日——毛泽东发表《将革命进行到底》，蒋介石发表元旦文告求和。
- 1月2日——蔣介石分別電覆張軫、白崇禧，表示只要中國共產黨能保全國家命脈，顧念生民塗炭，合理合法解決國是，則個人進退出處，惟全國人民之公意是從[5]:166。
- 1月7日——解放軍開始猛攻天津，國軍警備司令陳長捷部奮勇抵抗[5]:163。
- 1月10日——解放軍挾人海戰術進攻，國軍陣地卒被突破，徐州剿匪總司令部副總司令杜聿明被俘，兵團司令邱清泉身亡，李彌、孫元良等突圍以出[5]:163。解放軍乘勢攻陷蚌埠、臨淮等地，進而威脅南京[5]:163。
- 1月15日——解放軍攻入天津[3]:57。
- 1月16日——蔣介石邀請民社黨、青年黨兩黨代表及有關人士研究時局，邵力子公然主張對中國共產黨無條件投降[5]:166。
- 1月19日——行政院通過與中國共產黨進行和談案[5]:166。
- 1月20日——中國國民黨中央政治會議對行政院之決議加以同意，逼使蔣介石不得不下野[5]:166。
- 1月21日——蔣介石召開中國國民黨中央常務委員會臨時會議，正式宣佈引退[5]:167。旋即發布謀引退謀和文告[5]:167。蔣於謁辭中山陵後[5]:167，乘美齡號專機離京抵杭州，蔣經國、俞濟時隨行，駐節筧橋空軍學校[10]。
- 1月22日——李宗仁宣佈代理總統職權，派邵力子、張治中五人為代表，與中國共產黨「和談」[5]:167。蔣介石轉返奉化溪口故里[5]:167。華北剿匪總司令部總司令傅作義與中國共產黨成立「北平局部和平」，解放軍無阻進入北平，除少數學人事先由國府派飛機接運至南京外，國府官員多未能及時撤出[5]:163-164。
- 1月23日——李宗仁下令撤銷動員令，停止戒嚴令之執行，改各地剿匪總司令部為長官公署[5]:167。
- 1月27日——李宗仁致電毛澤東，表示願接受其八項條款，作為和談之基礎[5]:168。
- 2月1日——中國國民黨中央黨部遷移廣州辦公[5]:169。南京惟留代總統辦公處，負責「和談事項」[5]:169。
- 2月4日——台灣開始實施「三七五減租」[5]:184。
- 2月5日——行政院遷移廣州辦公[5]:169。李宗仁授意其政治顧問甘介侯，組織一私人代表團，至2月13日飛北平，邵力子等同行[5]:168。
- 2月24日——李宗仁以和平草案提請行政院同意，並決定政府正式和談代表團由張治中、邵力子、黃紹竑、章士釗、李蒸、劉斐6人組成，由邵力子任首席代表[5]:168。
- 2月26日——中國共產黨宣佈以周恩來、林伯渠、林彪、葉劍英、李維漢等為「和談」代表，由周恩來任首席代表，談判日期定於4月1日，地點在北平，以毛澤東所提八項條款為基礎[5]:168。
- 3月5日——中共七届二中全会召开。
- 3月8日——孫科因與李宗仁意見不合辭職[5]:169。
- 3月12日——李宗仁提名何應欽組閣，並經立法院之同意[5]:169。
- 4月5日——「和談」預備會議開始[5]:169。
- 4月20日——中國國民黨中央常務委員會發表聲明，指斥中國共產黨之「國內和平協定」歪曲事實，超出和議原則，失去和平條款之性質[5]:170。勸告中國共產黨懸崖勒馬，立即停戰，政府與中國共產黨之最後「和談」因之破裂[5]:170。
- 4月21日——毛澤東、朱德向中国人民解放军發佈總攻擊令，於是解放軍大举渡过长江，国军江阴要塞司令戴戎光叛變，解放軍得傾巢南下[5]。
- 4月23日——國軍撤守南京，李宗仁遁桂林[5]:170。張治中、邵力子等投向中國共產黨[5]:170。
- 4月24日——解放军攻占太原。
- 4月26日——蔣介石抵上海指揮軍事，駐節復興島[5]:170。
- 4月28日——中國國民黨中央常務委員會發表《告全體黨員書》[5]:170－171。中國國民黨中央常務委員會通過「中央非常委員會組織條例」，以代行中央政治委員會職權，由蔣介石任主席，李宗仁為副主席，主持動員戡亂及其他重大事件[5]:171。
- 5月8日——李宗仁返廣州，攻擊蔣介石[5]:171。
- 5月15日——華中軍政長官公署白崇禧移衡陽辦公[5]:173。
- 5月20日——胡宗南主動撤離西安[5]:174。
- 5月27日——國軍始主動向舟山、台灣方面撤退[5]:172。
- 5月30日——何應欽內閣為惡劣情況所壓迫，全體總辭[5]:171。
- 6月3日——李宗仁提名閻錫山繼任行政院長獲通過[5]:171。
- 6月12日——閻錫山在廣州就任行政院長職，並兼任國防部長[5]:171。西北軍政長官馬步芳率部包圍咸陽[5]:175。
- 6月14日——馬步芳率部包圍西安[5]:175。
- 6月15日——台灣省改革幣制，發行新台幣[3]:60。
- 7月1日——中國國民黨總裁辦公室成立[11]:241。
- 7月3日——行政院公佈「改革幣制令」，發行銀元券，規定其價值等於硬幣銀元一元，迅速失敗[5]:172。
- 7月14日——蔣介石到廣州接見各軍政首要人物[12]:226-227。
- 7月16日——蔣介石就任中央非常委員會主席[5]:174。
- 7月21日——蔣介石乘輪至廈門，指示守軍防衛方略，7月24日飛返台北[5]:174。
- 8月1日——湖南省政府主席陳明仁、長沙綏靖公署主任程潛通電歸附中國共產黨[5]:173。
- 8月5日——政府任命黃為湖南省政府主席解放軍，自動放棄長沙，集中國軍於衡陽附近[5]:173。美國國務院發表「中美關係白皮書」[5]:174。
- 8月17日——解放軍攻陷福州[5]:173。政府任命湯恩伯主持福建軍政，湯恩伯集中所部主力於廈門[5]:173。
- 8月23日——蔣介石飛往廣州[5]:174。
- 8月24日——蔣介石轉往重慶[13]:221。
- 8月26日——國軍克復湘鄉[5]:173。馬步芳率部主動撤至河西走廊，甘肅省政府西遷張掖辦公[5]:175。
- 8月29日——國軍克復湘潭[5]:173。
- 9月2日——解放軍攻陷西寧[5]:175。
- 9月12日——蔣介石飛往成都，佈置防務[5]:174。
- 9月21日——中國共產黨在北平召開「中國人民政治協商會議」[5]:196。綏遠省政府主席董其武通電投降中國共產黨[5]:175。
- 9月22日——蔣介石由重慶飛昆明，與盧漢約見在雲南重要將領，會商保護西南大局，後返回廣州[12]:248。
- 9月26日——新疆省政府主席鮑爾漢、新疆省警備總司令陶峙岳通電歸附中國共產黨，新疆不戰而易手[5]:175。
- 9月30日——中國人民政治協商會議選舉毛澤東為主席[5]:169。
- 10月1日——中華人民共和國開國大典，政權正式成立，定名「中华人民共和国中央人民政府」，改北平為北京，以作為首都[5]:196。
- 10月2日——蘇聯首先承認中華人民共和國[5]:196。
- 10月7日——蔣介石乘船抵達廈門，部署福建廈門軍事[12]:252。
- 10月8日——解放軍攻陷衡陽[5]:175。
- 10月12日——國府宣佈自本日起西遷重慶辦公，廣東省政府則移設海南島[5]:173。
- 10月13日——國軍放棄廣州[5]:173。
- 10月14日——解放軍攻陷桂林[5]:175。蔣介石飛抵台北[12]:256。
- 10月17日——國軍自動放棄廈門，集中兵力固守金門[5]:173。
- 10月21日——中华人民共和国政務院人選发表，以周恩來為總理，兼外交部部長，重要機構均由中國共產黨幹部任主管[5]:196。中央人民政府人民革命軍事委員會主席由毛澤東兼任[5]:196。
- 10月25日——解放軍大舉進攻金門，利用人海戰術，自古寧頭登陸，遭國軍圍攻，解放軍悉數殲滅或俘虜[5]:173。
- 10月30日——解放軍攻陷南寧，白崇禧放棄大陸作戰，移其總部於海口，黃率部退入越南[5]:175。
- 11月1日——李宗仁以大局惡化，自重慶飛昆明，釋放中國共產黨份子，盧漢受其影響[5]:175。
- 11月6日——登步島激戰至是日上午，解放軍傷亡5,000，被俘2,000[5]:173。
- 11月14日——蔣介石自台灣飛抵重慶，電促李宗仁速來共商大局；李宗仁不顧一切，轉南寧飛往香港[5]:175－176。
- 11月27日——中國國民黨中央常務委員會鑒於局勢嚴重，決議先設法促請李宗仁回重慶視事，否則即請蔣介石復職[5]:178。
- 11月29日——蔣介石主持軍事會議，指示重慶外圍作戰計劃[5]:176。
- 11月30日——解放军攻陷重慶[5]:176。
- 12月4日——李宗仁偕其妻及隨員七人，乘包機一架，離港赴美[5]:176。
- 12月7日——發布「總統令」，国府決定遷設台北，並於西昌設置大本營，於成都設置防衛司令部[14]。
- 12月10日——蔣介石飛返台北[5]:176。劉文輝、鄧錫侯、盧漢等，公開通電歸附中國共產黨[5]:176。
- 12月16日——毛澤東應召赴莫斯科，參加慶祝史達林70歲誕辰[5]:196。
- 12月19日——國軍李彌、余程萬等佔領昆明機場[5]:176。
- 12月21日——毛澤東等到達莫斯科，史達林與毛澤東迅速談判[5]:196。
- 12月22日——國軍放棄昆明機場[5]:176。
- 12月26日——國軍撤守成都[5]:176。胡宗南移其總部於西昌，繼續作戰[5]:176。